# Gentiana helophila
Gentiana helophila är en gentianaväxtart som beskrevs av I. B. Balf. och Forrest. Gentiana helophila ingår i släktet gentianor, och familjen gentianaväxter. Inga underarter finns listade i Catalogue of Life.